# Elezioni europee del 2019 in Italia
Le elezioni europee del 2019 in Italia si sono tenute domenica 26 maggio per eleggere i 73 membri del Parlamento europeo spettanti all'Italia. Tale numero di seggi è stato aumentato a 76 nel febbraio 2020, in seguito all'uscita del Regno Unito dall'Unione europea.
In concomitanza con le elezioni europee si è votato anche per le elezioni regionali in Piemonte e per le amministrative, nonché per le elezioni suppletive per la Camera dei deputati.
L'affluenza alle urne ha subito un calo rispetto alle precedenti elezioni europee, fermandosi al 54,5%.

## Sistema elettorale
Il sistema elettorale impiegato di tipo proporzionale è regolato dalla legge elettorale italiana per il Parlamento europeo del 1979, modificata nel 2009 con l'introduzione della soglia di sbarramento e nel 2014 per quanto riguarda i voti di preferenza. L'intero territorio nazionale costituisce un collegio unico ripartito in cinque circoscrizioni plurinominali, a ognuna delle quali è assegnato un numero variabile di seggi, almeno in via teorica proporzionale alla popolazione risultante dell'ultimo censimento generale del 2011.
I seggi sono dapprima ripartiti tra le liste nell'ambito del collegio unico nazionale sulla base della somma dei voti da esse raccolti nelle circoscrizioni. Accedono al riparto le sole liste che abbiano ottenuto almeno il 4% dei voti validi. In deroga a tale soglia le liste delle minoranze linguistiche possono collegarsi a un'altra lista di orizzonte nazionale e in tal caso la lista della minoranza linguistica somma i propri voti a quelli della lista nazionale, ottenendo un seggio qualora un suo candidato ottenga almeno 50 000 suffragi. La ripartizione dei seggi fra le liste avviene con il metodo Hare-Niemeyer dei quozienti naturali e dei più alti resti. Determinato il numero di seggi spettanti a ogni lista, gli stessi vengono suddivisi fra le singole circoscrizioni con lo stesso principio proporzionale corretto facendo riferimento alla legge elettorale della Camera dei deputati.
La legge prevede la possibilità di esprimere il voto di preferenza. Infatti ogni elettore può indicare fino a tre candidati della lista circoscrizionale votata. Per rafforzare la rappresentanza di genere la seconda e la terza preferenza sono annullate qualora l'elettore indichi tre candidati dello stesso sesso.
Non essendo previsto il voto per corrispondenza, i cittadini italiani residenti all'estero possono partecipare alle elezioni del parlamento europeo con tre modalità alternative:
1. recandosi in Italia presso il comune in cui hanno l'iscrizione all'AIRE;
2. recandosi presso il consolato italiano di competenza: in questo caso viene consegnata all'elettore la scheda di una delle cinque circoscrizioni elettorali;
3. scegliendo di votare la scheda nazionale del paese europeo in cui si trovano (in tal caso devono formalizzare la richiesta per essere inclusi nell'elenco del comune estero di residenza).

### Circoscrizioni

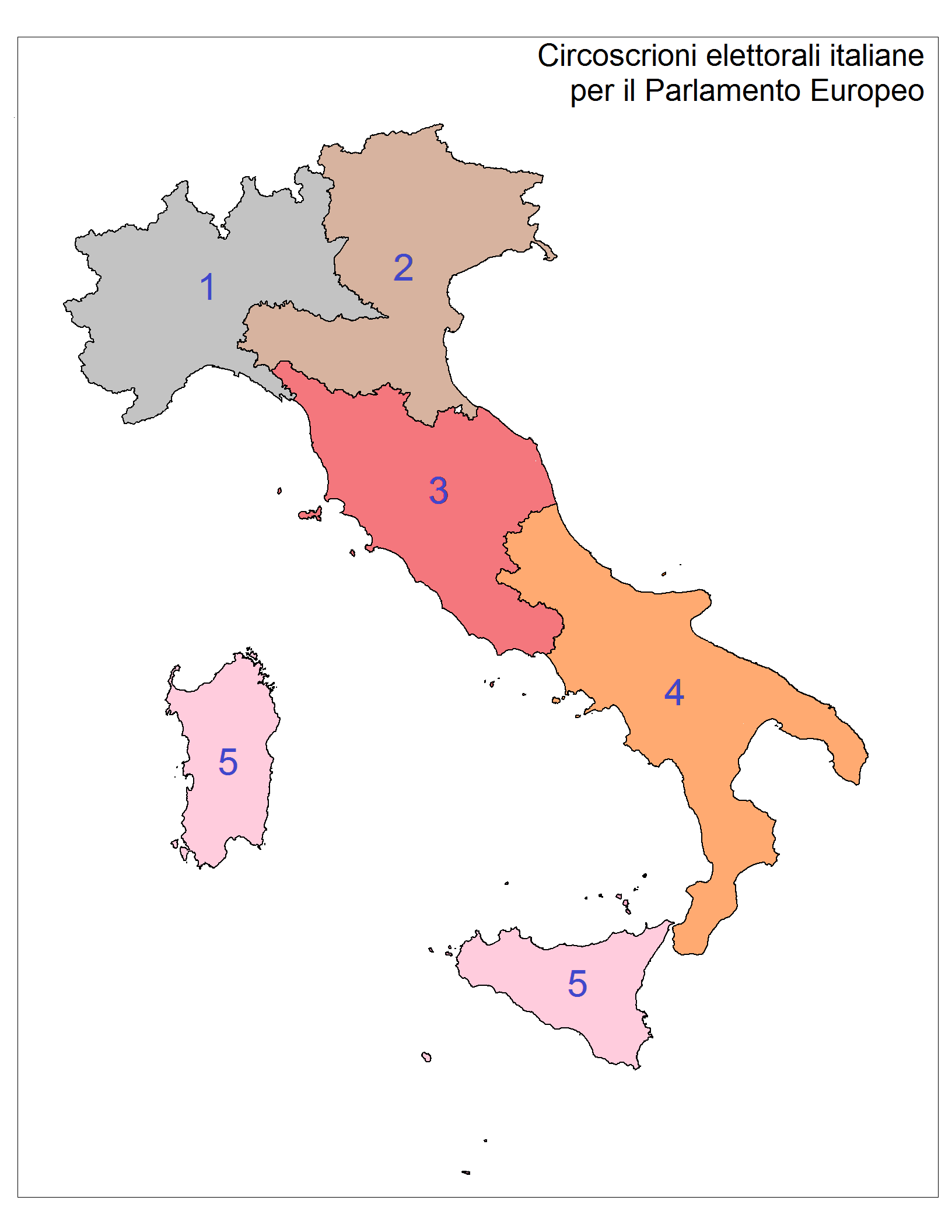
Le circoscrizioni italiane per le elezioni europee

Il territorio nazionale è suddiviso in cinque circoscrizioni plurinominali così ripartite:
| Circoscrizione (regioni) | Circoscrizione (regioni)                                                                   | Scheda elettorale | Seggi assegnati |
| ------------------------ | ------------------------------------------------------------------------------------------ | ----------------- | --------------- |
| I                        | Italia nord-occidentale (Valle d'Aosta, Piemonte, Liguria, Lombardia)                      | grigia            | 20              |
| II                       | Italia nord-orientale (Trentino-Alto Adige, Veneto, Friuli-Venezia Giulia, Emilia-Romagna) | marrone           | 15              |
| III                      | Italia centrale (Toscana, Umbria, Marche, Lazio)                                           | rossa             | 15              |
| IV                       | Italia meridionale (Abruzzo, Molise, Campania, Puglia, Basilicata, Calabria)               | arancione         | 18              |
| V                        | Italia insulare (Sicilia, Sardegna)                                                        | rosa              | 8               |

## Delegazioni presenti nel Parlamento europeo prima del voto
Fino alle elezioni del 26 maggio erano presenti al Parlamento europeo le seguenti delegazioni italiane:
| Gruppo politico al Parlamento europeo | Gruppo politico al Parlamento europeo                  | Seggi   | Delegazioni           | Seggi |
| ------------------------------------- | ------------------------------------------------------ | ------- | --------------------- | ----- |
|                                       | Alleanza Progressista dei Socialisti e dei Democratici | 31 / 73 |                       |       |
| Partito Democratico                   | Alleanza Progressista dei Socialisti e dei Democratici | 31 / 73 | 26                    |       |
| Articolo Uno                          | Alleanza Progressista dei Socialisti e dei Democratici | 31 / 73 | 3                     |       |
| Sinistra Italiana                     | Alleanza Progressista dei Socialisti e dei Democratici | 31 / 73 | 1                     |       |
| Possibile                             | Alleanza Progressista dei Socialisti e dei Democratici | 31 / 73 | 1                     |       |
|                                       | Europa della Libertà e della Democrazia Diretta        | 14 / 73 | Movimento 5 Stelle    | 11    |
| Indipendenti                          | Europa della Libertà e della Democrazia Diretta        | 14 / 73 | 2                     |       |
| Italia in Comune                      | Europa della Libertà e della Democrazia Diretta        | 14 / 73 | 1                     |       |
|                                       | Gruppo del Partito Popolare Europeo                    | 12 / 73 |                       |       |
| Forza Italia                          | Gruppo del Partito Popolare Europeo                    | 12 / 73 | 10                    |       |
| Unione di Centro                      | Gruppo del Partito Popolare Europeo                    | 12 / 73 | 1                     |       |
| Südtiroler Volkspartei                | Gruppo del Partito Popolare Europeo                    | 12 / 73 | 1                     |       |
|                                       | Europa delle Nazioni e delle Libertà                   | 6 / 73  | Lega Nord             | 6     |
|                                       | Gruppo dei Conservatori e dei Riformisti Europei       | 5 / 73  | Fratelli d'Italia     | 3     |
| Direzione Italia                      | Gruppo dei Conservatori e dei Riformisti Europei       | 5 / 73  | 2                     |       |
|                                       | Sinistra Unitaria Europea/Sinistra Verde Nordica       | 3 / 73  |                       |       |
| L'Altra Europa con Tsipras            | Sinistra Unitaria Europea/Sinistra Verde Nordica       | 3 / 73  | 2                     |       |
| Indipendenti                          | Sinistra Unitaria Europea/Sinistra Verde Nordica       | 3 / 73  | 1                     |       |
|                                       | I Verdi/Alleanza Libera Europea                        | 1 / 73  | Federazione dei Verdi | 1     |
|                                       | Alleanza dei Democratici e dei Liberali per l'Europa   | 1 / 73  | +Europa               | 1     |

## Liste elettorali ammesse
Il 7 e l'8 aprile sono stati presentati presso il Ministero dell'interno i contrassegni elettorali e il 16 e il 17 aprile le liste circoscrizionali di candidati.
Sono state ammesse diciotto liste, tre delle quali (Südtiroler Volkspartei, Autonomie per l'Europa e Partito Pensiero e Azione) hanno presentato i propri candidati solo in alcune circoscrizioni.
| Liste ammesse | Liste ammesse | Partito politico europeo | Gruppo politico europeo prima del voto                                                                                         | Seggi prima del voto |
| ------------- | --- | ------------------------ | --- | -------------------- |
|               | Partito Democratico - Siamo Europei (PD-SE) Comprende membri di Articolo Uno, Campo Progressista, Democrazia Solidale            | PSE                      | Alleanza Progressista dei Socialisti e dei Democratici (S&D)                                                                   | 29                   |
|               | Forza Italia (FI) Comprende membri di CP, DC, EpI, IDeA, Italia Madre, MpA, SV, NPSI, PP e UdC                                   | PPE                      | Gruppo del Partito Popolare Europeo (PPE)                                                                                      | 11                   |
|               | Movimento 5 Stelle (M5S) | Nessuno                  | Europa della Libertà e della Democrazia Diretta (EFDD)                                                                         | 11                   |
|               | Lega Salvini Premier (LSP) Comprende membri del Partito Sardo d'Azione e PLI                                                     | MENL                     | Europa delle Nazioni e delle Libertà (ENF)                                                                                     | 6                    |
|               | Fratelli d'Italia (FdI) Comprende membri di L'Alto Adige nel Cuore, DI e MNS                                                     | ACRE                     | Gruppo dei Conservatori e dei Riformisti Europei (ECR)                                                                         | 5                    |
|               | La Sinistra (LS) Comprende membri di L'Altra Europa, Convergenza Socialista, èViva, Partito del Sud, PRC, SI e Transform! Italia | SE                       | Sinistra Unitaria Europea/Sinistra Verde Nordica (GUE/NGL) Alleanza Progressista dei Socialisti e dei Democratici (S&D)        | 2 1                  |
|               | Europa Verde (EV) Comprende membri di Verdi, Green Italia, Possibile e Verdi–Grüne–Vërc                                          | PVE                      | I Verdi/Alleanza Libera Europea (Verdi/EFA) Alleanza Progressista dei Socialisti e dei Democratici (S&D)                       | 1 1                  |
|               | +Europa (+Eu) Comprende membri di IiC, PDE Italia, PSI, PRI, Puglia Popolare e Team Köllensperger                                | ALDE PDE PSE             | Gruppo dell'Alleanza dei Democratici e dei Liberali per l'Europa (ALDE) Europa della Libertà e della Democrazia Diretta (EFDD) | 1 1                  |
|               | Südtiroler Volkspartei (SVP) Comprende membri di PATT e SSk                                                                      | PPE                      | Gruppo del Partito Popolare Europeo (PPE)                                                                                      | 1                    |
|               | Il Popolo della Famiglia-Alternativa Popolare (PdF-AP)                                                                           | PPE                      | Nessuno | 0                    |
|               | Partito Comunista (PC) | ICE                      | Nessuno | 0                    |
|               | CasaPound Italia-Destre Unite (CPI-DU)                                                                                           | AENM                     | Nessuno | 0                    |
|               | Forza Nuova (FN) | APF                      | Nessuno | 0                    |
|               | Popolari per l'Italia (PpI) Comprende membri del Nuovo CDU e della DC                                                            | PPE                      | Nessuno | 0                    |
|               | Partito Pirata (PP) | PPEU                     | Nessuno | 0                    |
|               | Partito Pensiero e Azione (PPA)                                                                                                  | Nessuno                  | Nessuno | 0                    |
|               | Partito Animalista Italiano (PAI)                                                                                                | APEU                     | Nessuno | 0                    |
|               | Autonomie per l'Europa (ApE) Comprende membri di ALPE, EPAV. Stella Alpina, UV e UVP                                             | Nessuno                  | Nessuno | 0                    |

## Sondaggi
| Data           | Casa sondaggistica               | Campione   | PD    | M5S   | FI    | LSP   | NcI  | LeU/MDP | FdI  | +Eu  | PaP  | LS   | SVP  | Altri | Vantaggio | Affluenza |
| -------------- | -------------------------------- | ---------- | ----- | ----- | ----- | ----- | ---- | ------- | ---- | ---- | ---- | ---- | ---- | ----- | --------- | --------- |
| 25 maggio 2014 | Europee 2014                     | 27 448 906 | 40,81 | 21,16 | 16,81 | 6,15  | N.D. | N.D.    | 3,67 | N.D. | N.D. | N.D. | 0,50 | 10,80 | 19,55     | 57,22     |
| 4 marzo 2018   | Politiche 2018 (Camera)          | 32 840 055 | 18,76 | 32,68 | 14,00 | 17,35 | N.D. | 3,39    | 4,35 | 2,56 | 1,13 | N.D. | N.D. | 5,78  | 13,92     | 72,93     |
| 23 nov 2018    | BiDiMedia                        | 1 081      | 17,4  | 26,1  | 7,3   | 32,9  | N.D. | 1,4     | 4,2  | 3,4  | N.D. | 3,3  | 0,4  | 3,6   | 6,8       | 73        |
| 27 nov 2018    | EMG Acqua                        | 1 803      | 18,5  | 25,9  | 8,3   | 32,0  | 1,1  | N.D.    | 4,0  | 2,1  | 2,0  | N.D. | N.D. | 6,1   | 6,1       | N.D.      |
| 4 dic 2018     | SWG srl                          | 1 500      | 17,6  | 27,3  | 8,2   | 32,0  | N.D. | 2,4     | 3,3  | 2,8  | 2,4  | N.D. | N.D. | 4,0   | 4,7       | 66        |
| 11 dic 2018    | Twig srl                         | 1 000      | 17,5  | 26,9  | 10,1  | 31,8  | N.D. | N.D.    | 2,8  | 2,7  | N.D. | N.D. | N.D. | 8,2   | 4,9       | 70        |
| 31 dic 2018    | BiDiMedia                        | 1.018      | 16,8  | 24,8  | 7,3   | 33,7  | N.D. | 1,4     | 3,8  | 4,2  | N.D. | 4,0  | 0,4  | 3,6   | 8,9       | 53        |
| 8 gen 2019     | Istituto Piepoli                 | 505        | 17,5  | 28,0  | 10,0  | 31,5  | 0,5  | 2,5     | 3,5  | 2,0  | N.D. | N.D. | N.D. | 7,0   | 3,5       | N.D.      |
| 18 gen 2019    | BiDiMedia                        | 1 096      | 18,0  | 24,2  | 8,3   | 32,3  | N.D. | 1,5     | 3,6  | 4,2  | N.D. | 3,8  | N.D. | 4,1   | 8,1       | 56        |
| 25 gen 2019    | EMG Acqua                        | 1 801      | 17,9  | 26,5  | 8,9   | 30,1  | 0,7  | N.D.    | 4,7  | 2,6  | 2,1  | N.D. | N.D. | 7,2   | 3,6       | N.D.      |
| 5 feb 2019     | SWG srl                          | 1 500      | 16,8  | 24,0  | 8,3   | 33,8  | N.D. | 2,9     | 4,3  | 3,1  | 2,5  | N.D. | N.D. | 4,3   | 9,8       | 67,5      |
| 11 feb 2019    | SWG srl                          | 1 500      | 17,5  | 23,3  | 8,5   | 33,8  | N.D. | 2,7     | 4,6  | 2,1  | 2,4  | N.D. | N.D. | 3,1   | 10,5      | 67,7      |
| 18 feb 2019    | tecnè srl                        | 1 000      | 16,9  | 23,2  | 12    | 33    | N.D. | N.D.    | 4,4  | N.D. | N.D. | N.D. | N.D. | 10,5  | 9,8       | 55,9      |
| 26 feb 2019    | Istituto Piepoli                 | 505        | 18,5  | 25    | 11    | 31,5  | N.D. | 1,5     | 4,5  | 3,5  | N.D. | N.D. | 0,5  | 3     | 6,5       | 67        |
| 4 mar 2019     | Termometro Politico              | 2 400      | 21,6  | 21,3  | 9,1   | 31,9  | N.D. | 2,0     | 4,6  | 3,5  | N.D. | 1,1  | N.D. | 1,1   | 10,3      | N.D.      |
| 15 mar 2019    | EMG Acqua                        | 1 845      | 19,9  | 23,8  | 9,8   | 30,6  | 0,6  | N.D.    | 4,9  | 3,1  | N.D. | N.D. | N.D. | 4,5   | 6,8       | N.D.      |
| 22 mar 2019    | Euromedia Research               | 800        | 20,7  | 19,8  | 11,4  | 33,1  | N.D. | 1,5     | 4,7  | 3,6  | N.D. | 0,7  | N.D. | 3,5   | 12,4      | 66,2      |
| 29 mar 2019    | IndexResearch                    | 800        | 21,1  | 20,6  | 9,1   | 34,5  | 0,6  | N.D.    | 4,5  | 2,7  | 1,7  | 2,9  | N.D. | 2,9   | 13,4      | N.D.      |
| 4 apr 2019     | EMG Acqua                        | 1 725      | 21,1  | 22,7  | 9,3   | 31,9  | 0,6  | 3,4     | 4,7  | 2,9  | 1,6  | N.D. | N.D. | 1,8   | 9,8       | N.D.      |
| 11 apr 2019    | Termometro Politico              | 1 500      | 21,7  | 22,6  | 9,8   | 32,0  | N.D. | N.D.    | 5,6  | 3,0  | N.D. | 2,3  | N.D. | 1,6   | 9,4       | N.D.      |
| 18 apr 2019    | EMG Acqua                        | 1 794      | 21,8  | 22,6  | 9,5   | 32,1  | N.D. | N.D.    | 4,9  | 2,9  | N.D. | 2,9  | N.D. | 3,3   | 9,5       | N.D.      |
| 23 apr 2019    | Demopolis - Istituto di Ricerche | 1 500      | 20,0  | 23,5  | 9,3   | 31,0  | N.D. | N.D.    | 4,2  | N.D. | N.D. | N.D. | N.D. | 12,0  | 7,5       | 70        |
| 29 apr 2019    | tecnè srl                        | 1 000      | 21,4  | 21,5  | 11,2  | 32,2  | N.D. | N.D.    | 4,9  | 3,1  | N.D. | 2,9  | N.D. | 2,9   | 10,7      | 56,2      |
| 7 mag 2019     | SWG srl                          | 1 500      | 22,2  | 22,7  | 9,1   | 30,7  | N.D. | N.D.    | 4,6  | 2,7  | N.D. | 2,8  | N.D. | 5,2   | 8         | 58-62     |
| 7 mag 2019     | Demopolis - Istituto di ricerche | 1 500      | 22,0  | 23,0  | 8,5   | 31,0  | N.D. | N.D.    | 5,6  | 3,0  | N.D. | 2,8  | N.D. | 4,1   | 8         | 60        |
| 9 mag 2019     | EMG Acqua                        | 1 642      | 21,2  | 23,5  | 10,3  | 32,2  | N.D. | N.D.    | 5,0  | 2,8  | N.D. | 2,6  | N.D. | 2,4   | 8,7       | 59,7      |

## Affluenza
| Circoscrizioni | Circoscrizioni | Circoscrizioni | Circoscrizioni        | Circoscrizioni | Circoscrizioni | Circoscrizioni | Circoscrizioni | Circoscrizioni | Circoscrizioni | Circoscrizioni | Circoscrizioni | Circoscrizioni | Circoscrizioni | Circoscrizioni |
| NORD-OVEST | NORD-OVEST     | NORD-OVEST     | NORD-EST              | NORD-EST       | NORD-EST       | CENTRO         | CENTRO         | CENTRO         | SUD            | SUD            | SUD            | ISOLE          | ISOLE          | ISOLE          |
| --- | -------------- | -------------- | --------------------- | -------------- | -------------- | -------------- | -------------- | -------------- | -------------- | -------------- | -------------- | -------------- | -------------- | -------------- |
| Liguria | 58,50%         | 2,20%          | Emilia-Romagna        | 67,30%         | 2,68%          | Lazio          | 53,33%         | 3,05%          | Abruzzo        | 52,61%         | 11,52%         | Sicilia        | 37,51%         | 5,37%          |
| Lombardia | 64,10%         | 2,33%          | Friuli-Venezia Giulia | 57,04%         | 0,59%          | Marche         | 62,14%         | 3,46%          | Basilicata     | 47,30%         | 2,15%          | Sardegna       | 36,25%         | 5,75%          |
| Piemonte | 64,67%         | 2,77%          | Trentino-Alto Adige   | 59,88%         | 7,18%          | Toscana        | 65,76%         | 0,95%          | Calabria       | 44,02%         | 1,74%          |                |                |                |
| Valle d'Aosta | 51,91%         | 2,33%          | Veneto                | 63,69%         | 0,24%          | Umbria         | 67,69%         | 2,81%          | Campania       | 47,62%         | 3,46%          |                |                |                |
| |                |                |                       |                |                |                |                |                | Molise         | 53,27%         | 1,48%          |                |                |                |
| Puglia | 49,79%         | 1,73%          |                       |                |                |                |                |                |                |                |                |                |                |                |
| Totale | 62,66%         | 3,32%          | Totale                | 62,46%         | 2,01%          | Totale         | 58,35%         | 3,45%          | Totale         | 46,47%         | 5,23%          | Totale         | 34,86%         | 7,58%          |
| Affluenza italiani residenti nell'Unione europea: 7,62% Totale in Italia: 56,09% Totale compresi residenti nell'Unione europea: 54,50% Fonte: Ministero dell'Interno, su elezioni.interno.gov.it. URL consultato il 27 maggio 2019 (archiviato dall'url originale il 5 giugno 2019). |                |                |                       |                |                |                |                |                |                |                |                |                |                |                |

## Risultati

Risultati delle elezioni europee del 26 maggio 2019 (contando anche i seggi assegnati dopo la Brexit): Lega (28+1; in verde); Partito Democratico (19; in arancione); Movimento 5 Stelle (14; in giallo); Forza Italia (6+1; in azzurro); Fratelli d'Italia (5+1; in blu notte); Südtiroler Volkspartei (1; in nero).

Primo partito per provincia ed eletti per circoscrizione

| Liste                       | Liste                                                    | Partito europeo             | Gruppo                      | Voti       | %     | Seggi | Differenza | Differenza |
| Liste                       | Liste                                                    | Partito europeo             | Gruppo                      | Voti       | %     | Seggi | %          | Seggi      |
| --------------------------- | -------------------------------------------------------- | --------------------------- | --------------------------- | ---------- | ----- | ----- | ---------- | ---------- |
|                             | Lega Salvini Premier (LSP)                               | ID                          | ID                          | 9 175 208  | 34,26 | 28    | 28,11      | 23         |
|                             | Partito Democratico - Siamo Europei (PD-SE)              | PSE                         | S&D                         | 6 089 853  | 22,74 | 19    | 18,07      | 12         |
|                             | Movimento 5 Stelle (M5S)                                 | –                           | NI                          | 4 569 089  | 17,06 | 14    | 4,11       | 3          |
|                             | Forza Italia (FI)                                        | PPE                         | PPE                         | 2 351 673  | 8,78  | 6     | 8,03       | 7          |
|                             | Fratelli d'Italia (FdI)                                  | ECR                         | ECR                         | 1 726 189  | 6,44  | 5     | 2,77       | 5          |
|                             | +Europa - Italia in Comune - PDE Italia (+Eu-IiC-PDE)    | ALDE - PDE                  | -                           | 833 443    | 3,11  | –     | nuovo      | nuovo      |
|                             | Europa Verde (EV)                                        | PVE                         | -                           | 621 492    | 2,32  | –     | nuovo      | nuovo      |
|                             | La Sinistra (LS)                                         | SE                          | -                           | 469 943    | 1,75  | –     | nuovo      | nuovo      |
|                             | Partito Comunista (PC)                                   | IPCOE                       | -                           | 235 542    | 0,88  | –     | nuovo      | nuovo      |
|                             | Partito Animalista Italiano (PAI)                        | APEU                        | -                           | 160 270    | 0,60  | –     | nuovo      | nuovo      |
|                             | Südtiroler Volkspartei (SVP)                             | PPE                         | PPE                         | 142 185    | 0,53  | 1     | 0,03       | Stabile    |
|                             | Il Popolo della Famiglia - Alternativa Popolare (PdF-AP) | - PPE                       | -                           | 114 531    | 0,43  | –     | nuovo      | nuovo      |
|                             | CasaPound Italia - Destre Unite (CPI-DU)                 | AEMN                        | -                           | 89 142     | 0,33  | –     | nuovo      | nuovo      |
|                             | Popolari per l'Italia (PpI)                              | PPE                         | -                           | 80 553     | 0,30  | –     | nuovo      | nuovo      |
|                             | Partito Pirata (PP)                                      | PPEU                        | -                           | 60 809     | 0,23  | –     | nuovo      | nuovo      |
|                             | Forza Nuova (FN)                                         | APF                         | -                           | 41 077     | 0,15  | –     | nuovo      | nuovo      |
|                             | Autonomie per l'Europa (ApE)                             | -                           | -                           | 17 692     | 0,07  | –     | nuovo      | nuovo      |
|                             | Partito Pensiero e Azione (PPA)                          | –                           | –                           | 5 041      | 0,02  | –     | nuovo      | nuovo      |
| Totale                      | Totale                                                   | Totale                      | Totale                      | 26 783 732 | 100   | 73    |            |            |
| Schede bianche e nulle      | Schede bianche e nulle                                   | Schede bianche e nulle      | Schede bianche e nulle      | 994 450    |       |       |            |            |
| Schede contestate           | Schede contestate                                        | Schede contestate           | Schede contestate           | 2 673      |       |       |            |            |
| Votanti (affluenza: 54,50%) | Votanti (affluenza: 54,50%)                              | Votanti (affluenza: 54,50%) | Votanti (affluenza: 54,50%) | 27 780 855 |       |       |            |            |
| Elettori                    | Elettori                                                 | Elettori                    | Elettori                    | 50 977 280 |       |       |            |            |

 Nota bene: I 3 seggi ulteriori spettanti all'Italia sono stati attribuiti a Lega, Forza Italia e Fratelli d'Italia (un seggio ciascuno). Tali liste, pertanto, hanno nel loro complesso ottenuto 29, 7 e 6 seggi, rispettivamente.

### Europarlamentari eletti
I membri italiani del Parlamento europeo della IX legislatura sono 76.

### Distribuzione del voto per comune
| Lista / n. comuni        | Nord-ovest | Nord-est | Centro | Sud  | Isole | Totale |
| ------------------------ | ---------- | -------- | ------ | ---- | ----- | ------ |
| Lega Salvini Premier     | 2934       | 1196     | 847    | 728  | 243   | 5948   |
| Partito Democratico      | 47         | 85       | 115    | 198  | 93    | 538    |
| Movimento 5 Stelle       | 7          | 0        | 3      | 725  | 289   | 1024   |
| Forza Italia             | 2          | 0        | 3      | 71   | 125   | 201    |
| Fratelli d'Italia        | 0          | 0        | 3      | 36   | 8     | 47     |
| +Europa                  | 0          | 0        | 0      | 4    | 0     | 4      |
| Europa Verde             | 0          | 0        | 0      | 1    | 0     | 1      |
| La Sinistra              | 0          | 0        | 0      | 2    | 0     | 2      |
| Südtiroler Volkspartei   | 0          | 114      | 0      | 0    | 0     | 114    |
| CasaPound - Destre Unite | 0          | 0        | 0      | 1    | 0     | 1      |
| Popolari per l'Italia    | 0          | 0        | 0      | 3    | 0     | 3      |
| Autonomie per l'Europa   | 5          | 0        | 0      | 0    | 0     | 5      |
| Parità                   | 1          | 2        | 0      | 14   | 9     | 26     |
| Totale                   | 2996       | 1397     | 971    | 1783 | 767   | 7914   |

### Galleria d'immagini

Prima lista
Distacco tra le prime due liste
Lega
Partito Democratico
Movimento 5 Stelle
Forza Italia
Fratelli d'Italia
+Europa
Europa Verde
La Sinistra
Ripartizione dei seggi per circoscrizione